# International Internet Preservation Consortium
L'International Internet Preservation Consortium (Consorci Internacional per a la Preservació d'Internet) és una organització internacional formada per biblioteques nacionals i universitàries, arxius, museus i institucions de patrimoni cultural i de recerca d'arreu del món, dedicada a promoure la col·laboració internacional per tal de preservar el coneixement i la informació continguda a Internet i fer-la accessible a les futures generacions, fomentant el desenvolupament i ús d'eines, tècniques i estàndards comuns que permetin la creació d'arxius internacionals i recolzant a les biblioteques nacionals dels diferents països per afrontar l'arxivament web i llur preservació.

## Història
L'Internacional Internet Preservation Consortium (IIPC) va ser oficialment constituït el juliol de 2003 amb la participació de 12 institucions, entre elles l'Internet Archive i onze biblioteques nacionals liderades per la Biblioteca Nacional de França, arran de l'intercanvi d'opinions i experiències que van tenir lloc als Tallers de l'anteriorment anomenada Conferència Europea sobre Biblioteques Digitals (ECDL) de 2001 i 2002.
Els primers tres anys es va limitar l'accés a nous socis per poder crear unes eines mínimes amb les quals treballar, participant i finançant conjuntament projectes que els permetessin assolir els seus objectius. A partir del 2006 es va permetre l'accés a nous membres i el nombre ha anat creixent de mica en mica fins a arribar als 49 que hi ha actualment.

## Membres
Hi ha organitzacions de més de 25 països:

### Biblioteques i arxius nacionals
- Biblioteca Nacional de França
- Biblioteca Nacional d'Austràlia
- Biblioteca i Arxius del Canadà
- Biblioteca Reial, Biblioteca Estatal i Universitària de Dinamarca
- Biblioteca Nacional de Finlàndia
- Biblioteca Nacional i Universitària d'Islàndia
- Biblioteca Nacional de Noruega
- Biblioteca Nacional de Suècia
- Biblioteca Britànica
- Biblioteca del Congrés dels Estats Units
- Arxius Nacionals del Regne Unit
- Biblioteca i Arxius Nacionals del Quebec (BANQ)
- Biblioteca Nacional d'Alemanya
- Biblioteca Nacional d'Àustria
- Biblioteca Nacional d'Escòcia
- Biblioteca Nacional d'Espanya
- Biblioteca Nacional d'Estònia
- Biblioteca Nacional d'Holanda
- Biblioteca Nacional d'Israel
- Biblioteca Nacional de Catalunya
- Biblioteca Nacional de Corea
- Biblioteca Nacional de la Dieta del Japó
- Biblioteca Nacional de la República Txeca
- Biblioteca Nacional de la Xina
- Biblioteca Nacional de Letònia
- Biblioteca Nacional de Nova Zelanda
- Biblioteca Nacional de Polònia
- Biblioteca Nacional de Suïssa
- Biblioteca Nacional de Xile
- Biblioteca Nacional i Universitària d'Eslovènia
- Biblioteca Nacional i Universitària de Croàcia
- Consell Nacional de Biblioteques, Singapur
- Institut Nacional de l'Audiovisual (INA)
- Oficina de Publicacions dels Estats Units

### Biblioteques i Organitzacions sense ànim de lucre
- Internet Archive
- Arxiu Web Portuguès
- Biblioteca d'Alexandria
- Internet Memory Foundation
- National Film Board of Canada

### Biblioteques universitàries i de recerca
- Biblioteca de la Universitat Harvard
- Biblioteca de Recerca del Laboratori Nacional de Los Alamos
- Biblioteca Digital de Califòrnia
- Biblioteques de la Universitat de Colúmbia
- Biblioteques de la Universitat de North Texas
- Biblioteca de la Universitat Stanford
- Biblioteques de la Universitat George Washington
- Departament de Ciències de la Computació de la Universitat Old Dominion

### Proveïdors de serveis
- Hanzo Archives Limited
- Organization Informations Archivierung (OIA)

## Funcionament
El Consorci treballa a dos nivells. Per una banda, en grups de treball dirigits per un dels membres, on els diferents col·laboradors aporten la seva experiència per seguir avançant en l'arxivament web i, per l'altra, en projectes tècnics, educatius o de recerca i desenvolupament específics, basats en els objectius plantejats per l'IIPC i que impliquen com a mínim a dos membres, mitjançant el seu finançament o intercanviant dades i eines de prova.
El Comitè Directiu del Consorci és l'encarregat d'aprovar els objectius estratègics dels grups de treball, donar suport als projectes i atorgar-los finançament, i també de fer el seguiment dels seus progressos.

## Grups de treball
Cada grup de treball està centrat en un aspecte diferent de l'arxivament web. Actualment n'hi ha tres:

### Grup de treball de recollida
Es dedica al desenvolupament de tècniques de captura del web, especialment del rastrejador web (web crawler) de software lliure Heritrix de l'Internet Archive, i a desenvolupar nous cercadors intel·ligents que millorin la recollida tant de la web profunda, com de vídeos, com de mitjans de comunicació en streaming.

### Grup de treball d'accés
Es centra en totes les qüestions relacionades amb l'accés als arxius web, tant d'investigació tècnica i desenvolupament com de temes legals, ètics i econòmics, així com de l'accés als arxius web per part dels usuaris finals, les administracions i els curadors digitals.

### Grup de treball de preservació
Es concentra en les polítiques, pràctiques i recursos que donen suport a la preservació del contingut i accessibilitat dels arxius web, tenint en compte que hi podria haver nous productes digitals en un futur que també haurien d'ésser arxivats o característiques especials d'arxius web que podrien necessitar enfocaments diferents.
A més, treballa en la recomanació i millora d'eines, guies pràctiques i normes de preservació per a la seva implantació en institucions relacionades amb l'arxivament web.

## Projectes

### Projectes actuals
- Memento: Pretén mostrar els recursos web del passat tal com eren en aquell moment d'una manera tan senzilla com ho és accedir al Web d'ara, oferint una versió del recurs en la data que es vulgui només posant l'adreça HTTP a la barra del cercador i la data desitjada. Per aconseguir-ho s'han d'afegir les metadades als arxius web per fer-los més recognoscibles als rastrejadors.[8]
- Patrocini d'estudis de doctorat: És una beca de tres anys que dona suport als estudis de doctorat del Programa de Ciències de la Informació Interdisciplinàries, amb pràctiques a les biblioteques de la Universitat de North Texas i a l'Internet Archive i participant en les activitats del Consorci, amb l'objectiu de fomentar i entrenar acadèmicament les capacitats dels futurs investigadors per als múltiples reptes que planteja la preservació i l'arxivament web.
- Intercanvis de personal: Té per objectiu que els membres de l'IIPC que encara usen el rastrejador web Heritrix 1 puguin rebre assessorament expert, assistència i orientació en el procés de migració cap al rastrejador Heritrix 3 amb estades de dues setmanes en altres institucions membres que ja l'utilitzin. Es tracta de mostrar-los la millor manera d'afrontar-ho, el temps que pot durar i quines dificultats poden sorgir en el camí.
- Estadístiques i Indicadors de qualitat per a l'arxivament web: S'estan elaborant unes directius per a la gestió i l'avaluació de les activitats i productes de l'arxivament web.

### Projectes anteriors
- Eines per a l'arxivament web: Són eines desenvolupades en codi obert que permeten als enginyers de rastreig, arxivers web, investigadors i d'altres usuaris explorar les col·leccions contingudes en els arxius web gràcies a l'adopció del format Web ARChive (WARC),[9] llençat oficialment com la norma ISO 28500:2009, per emmagatzemar i conservar els documents recol·lectats a la web.
- Twittervane: És un prototip d'aplicació capaç d'analitzar Twitter per esbrinar quins llocs web són compartits amb més freqüència entre els seus usuaris en un determinat període i considerar així el seu arxivament, estalviant molt temps als curadors web.[10]
- Crowdsourcing: Tractava d'esbrinar com es pot equilibrar la disparitat tan gran que s'ha produït entre la gent involucrada en desenvolupar la web i la manca de personal en les institucions implicades en l'arxivament mitjançant activitats de col·laboració oberta que augmentin la mà d'obra disponible en les diferents etapes del flux de treball de l'arxivament web de les institucions membres.
- JHoNas: L'objectiu general del projecte era millorar les eines existents per tal de facilitar l'adaptació de WARC com el format d'arxiu preferit per a la preservació digital. Es van escollir dues aplicacions per tal de cobrir tot el flux de treball de preservació digital: JHOVE2 Arxivat 2015-04-26 a Wayback Machine. i NetarchiveSuite.